# Дніпровський провулок (Мелітополь)
Дніпровський провулок — провулок у Мелітополі. Йде від Інтеркультурної вулиці до Запорізького провулка.

## Назва
Провулок названий на честь річки Дніпра.

## Історія
До 1929 року провулок називався провулком Леніна.
17 червня 1929 провулок був перейменований на Дніпровський.